# つくば自動車大学校
つくば自動車大学校（つくばじどうしゃだいがっこう）は、茨城県つくば市にある自動車に関する専修学校。学校法人つくば総合学院が運営する。

## 沿革
- 1995年10月9日 - 学校法人つくば総合学院設置が認可。
- 2005年7月29日 - つくば自動車整備専門学校設置が許可。
- 2005年10月5日 - 国土交通省一種養成施設として指定。
- 2006年4月1日 - つくば自動車整備専門学校を開校。
- 2018年4月1日 - 専門学校 つくば自動車大学校に改称。

## 所在地
茨城県つくば市柴崎624-5

## 設置学科
- 工業専門課程 
  - 1級自動車整備士科(4年制昼)
  - 車体自動車整備士科(3年制昼)
  - 自動車工学科(2年制昼)
  - 国際自動車整備士科(3年制昼)
  - 農業機械整備士科(1年制昼)